# Koninklijke Commissie voor Monumenten en Landschappen
De Koninklijke Commissie voor Monumenten en Landschappen, afgekort KCML (Frans: Commission royale des Monuments et des Sites) is een erfgoedorgaan van het Brussels Hoofdstedelijk Gewest, opgericht in 1993. Het is een opvolger van de in 1835 ontstane Koninklijke Commissie voor Monumenten. De evenknieën in de andere gewesten heten Vlaamse Commissie Onroerend Erfgoed (VCOE) en Commission royale des Monuments, Sites et Fouilles (CRMSF).

## Geschiedenis
Een “Koninklijke Commissie voor Monumenten” werd op 7 januari 1835 opgericht als Commission royale des monuments, om de Belgische regering advies te geven over het behoud en de restauratie van oude gebouwen, en over de kwaliteit van nieuwe constructies. Het was een eerste stap in de richting van het in kaart brengen van het cultureel erfgoed in België, en voor die tijd een unicum in Europa. Vanaf 1912 adviseerde zij tevens over landschappen, wat werd toegevoegd aan de naam, vanaf dan “Koninklijke Commissie voor Monumenten en Landschappen” (KCML). 
In 1968 werd de unitaire commissie gesplitst in een Nederlandstalige en een Franstalige afdeling, verantwoordelijk voor respectievelijk Vlaanderen en Wallonië. Beide afdelingen samen waren bevoegd voor Brussel. Bij de grondwetswijziging van 1970 ging de bevoegdheid cultuur naar de gemeenschappen. Hierdoor werden de aparte afdelingen omgezet naar aparte commissies. In 1989 werd monumenten- en landschapszorg een gewestelijke bevoegdheid, en werd voor het nieuwe Brussels Gewest een autonome commissie opgericht: de Koninklijke Commissie voor Monumenten en Landschappen van het Brussels Hoofdstedelijk Gewest (KCML), die in 1993 nieuwe gewestelijke wetgeving kreeg, en in 2011 omgedoopt werd tot Directie Cultureel Erfgoed (Frans: Direction du Patrimoine culturel).

## Werking
De bepalingen rond monumenten- en landschapszorg worden in Brussel geregeld door de ordonnanties van het Brussels Hoofdstedelijk Parlement. De bevoegdheden van de KCML zijn vastgelegd in afdeling drie van het Brussels Wetboek van Ruimtelijke Ordening, dat in juni 2004 in werking trad. De KCML brengt diverse soorten adviezen uit. Adviezen over werken aan beschermd erfgoed zijn bindend voor de vergunnende overheid.
Anne de San werd in 2010 voorzitter van de KCML en later Christian Frisque. 